# Gone Is the Night
Gone Is the Night is een nummer van het Nederlandse dj-trio Kris Kross Amsterdam uit 2017, ingezongen door de Mexicaanse zanger Jorge Blanco.
"Gone Is the Night" is een moombahton met een dansbare baslijn en swingende drums. Het nummer werd een kleine hit in Nederland en bereikte de 10e positie in de Tipparade.

## Tracklijst
- Muziekdownload

1. "Gone Is the Night" - 3:06